# Bucky et Pepito
 (mai 2022).
Si vous disposez d'ouvrages ou d'articles de référence ou si vous connaissez des sites web de qualité traitant du thème abordé ici, merci de compléter l'article en donnant les références utiles à sa vérifiabilité et en les liant à la section « Notes et références ».
Pour les articles homonymes, voir Bucky et Pépito (homonymie).
Bucky et Pepito (Bucky and Pepito) est une série animée télévisée de 1959 sur le thème du western, produite par Sam Singer.
La série concerne deux jeunes garçons. Bucky est un enfant américain imaginatif qui porte un chapeau de cow-boy, et son ami mexicain Pepito est un Inventeur.
Elle fut diffusée dans la seconde moitié des années 1970 sur la télévision française, au rythme d'un épisode en début de soirée, avant le journal télévisé du soir.
La série est partiellement perdue. Tous les épisodes de la série sont entrés dans le domaine public en raison du non-renouvellement du droit d'auteur. La moitié de la série est sortie sur des films amateurs de 8 mm dans les années 1960.

## Épisodes
1. Il y a un os
2. Le coyote volant, voleur
3. La chasse au lapin
4. Sacré coyote
5. Ça sent bon les crêpes
6. Fou du volant
7. L'affreux dinosaure
8. Pas bête le chien
9. L'oiseau le plus rapide de l'Ouest
10. Pour ceux qui aiment les crêpes
11. Les haricots fortifiants
12. Pêche partie
13. Sacré canard
14. Vendredi 13
15. Gare au loup
16. La limonade, ça donne chaud
17. L'amateur de saucisses
18. Sieste en musique
19. La course aux haricots
20. Le kangourou cow-boy
21. A la pêche
22. Old Charlie dompteur
23. Patapouf en balade
24. Le voyage dans la Lune
25. On demande un chien de garde
26. Les pommes de pin
27. Le génie et sa pendule
28. La pièce magique
29. Le chauffard
30. Le voyage dans la rue
31. Le canard malchanceux
32. Le vieux canon
33. Balayer la Terre
34. Le jour des crêpes
35. Le roi des sauteurs
36. Le petit cheval

## Réception
Deux épisodes sont apparus sur un DVD de compilation des pires dessins animés jamais réalisés et il a été décrit par Harry McCracken comme établissant « une norme d'horreur qu'aucun dessin animé télévisé contemporain n'a réussi à dépasser ».